# Murders in the Zoo
Murders in the Zoo este un film de groază american din 1933 regizat de A. Edward Sutherland. Rolurile principale sunt interpretate de actorii Charlie Ruggles, Lionel Atwill și Kathleen Burke.

## Distribuție
- Charlie Ruggles
- Lionel Atwill
- Kathleen Burke
- Gali Patrick
- Randolph Scott
- John Davis Lodge
- Harry Beresford